# Rue du Congrès
 (mai 2022).
La mise en forme du texte ne suit pas les recommandations de Wikipédia : il faut le « wikifier ».
Les points d'amélioration suivants sont les cas les plus fréquents :
- Les titres sont pré-formatés par le logiciel. Ils ne sont ni en capitales, ni en gras.
- Le texte ne doit pas être écrit en capitales (les noms de famille non plus), ni en gras, ni en italique, ni en « petit »…
- Le gras n'est utilisé que pour surligner le titre de l'article dans l'introduction, une seule fois.
- L'italique est rarement utilisé : mots en langue étrangère, titres d'œuvres, noms de bateaux, etc.
- Les citations ne sont pas en italique mais en corps de texte normal. Elles sont entourées par des guillemets français : « et ».
- Les listes à puces sont à éviter, des paragraphes rédigés étant largement préférés. Les tableaux sont à réserver à la présentation de données structurées (résultats, etc.).
- Les appels de note de bas de page (petits chiffres en exposant, introduits par l'outil «  Source ») sont à placer entre la fin de phrase et le point final[comme ça].
- Les liens internes (vers d'autres articles de Wikipédia) sont à choisir avec parcimonie. Créez des liens vers des articles approfondissant le sujet. Les termes génériques sans rapport avec le sujet sont à éviter, ainsi que les répétitions de liens vers un même terme.
- Les liens externes sont à placer uniquement dans une section « Liens externes », à la fin de l'article. Ces liens sont à choisir avec parcimonie suivant les règles définies. Si un lien sert de source à l'article, son insertion dans le texte est à faire par les notes de bas de page.
- La présentation des références doit suivre les conventions bibliographiques. Il est recommandé d'utiliser les modèles {{Ouvrage}}, {{Chapitre}}, {{Article}}, {{Lien web}} et/ou {{Bibliographie}}. Le mode d'édition visuel peut mettre en forme automatiquement les références.
- Insérer une infobox (cadre d'informations à droite) n'est pas obligatoire pour parachever la mise en page.

Pour une aide détaillée, merci de consulter Aide:Wikification.
Si vous pensez que ces points ont été résolus, vous pouvez retirer ce bandeau et améliorer la mise en forme d'un autre article.
La rue du Congrès est une rue bruxelloise de la commune de Bruxelles-ville

## Historique
La rue du Congrès avait comme fonction principale de dégager une  vue sur la colonne du Congrès. Cette dernière a été tracée lors de la rénovation du quartier Notre-Dame-aux-Neiges, vers les années 1875-1885.
Les Belges décident de former un gouvernement provisoire, qui, le 4 octobre 1830 proclame l’indépendance de la Belgique. Le 3 novembre 1830, le Congrès national fut élu au suffrage censitaire et capacitaire en vertu d’un arrêté du gouvernement provisoire du 11 octobre 1830. Le Congrès national est alors chargé d’élaborer une constitution. La révolution belge aboutit à l’indépendance mais aussi à la neutralité de la Belgique. Plus tard, le 4 novembre 1830, une conférence diplomatique sur l’avenir de la Belgique va se tenir à Londres où la séparation de la Belgique et des Pays-Bas est reconnue par les grandes puissances.
Le roi Léopold Ier va devoir faire face aux Pays-Bas qui souhaitent mettre fin à l’indépendance de la Belgique, mais l’armée hollandaise va être arrêtée grâce à l’aide de la France. L’indépendance de la Belgique sera garantie qu'en 1839, lorsque les Pays-Bas ratifient le traité des XXIV articles établissant l’indépendance du royaume de Belgique.
Le Congrès national, élu le 3 novembre 1830, a donné son nom à la rue, mais aussi à la colonne, qui se trouve en tête de la rue, « en commémoration du premier Congrès national, comme une confirmation de la jeune nation belge ». La colonne du Congrès, la rue du Congrès nous racontent l’histoire de la Belgiqueau moment de sa création, de son unification, et renvoient donc à l’idée de l’indépendance de la Belgique. L’architecte de ce prestigieux monument était Joseph Poelaert, qui, plus tard construira le palais de justice de Bruxelles.

## Évolution
Cette rue conserve un assez bel ensemble architectural. Elle constitue l’axe rectiligne principal du quartier. On y trouve principalement des bureaux et des habitations, quelques commerces sur ses extrémités. À présent, elle occupe une fonction d’axe de traversée pour les voitures, elle constitue la pierre angulaire du premier projet de zone 30 du pentagone. À titre informatif, le projet initial rend l’accès au Cirque royal pratiquement impossible en venant de la ceinture.

## Localisation
La rue du Congrès se situe en face de la colonne du Congrès, entre la rue Royale, la rue de la Sablonnière et la place des Barricades au Nord. Au bout de la Rue se situe également la place Surlet de Chokier, où se trouve la statue de la Brabançonne. Le long de la rue se trouve au cœur du Quartier des Libertés, nommé anciennement quartier Notre-Dame-aux-Neiges, la statue de Charles Rogier.

## Accès
L'accès à la Rue du Congrès est possible via l'E19, l'R20 mais également via l'R0. L'accès y est également possible en transport en commun, avec le tram (92) reliant Schaerbeek Gare et Fort-Jaco, mais également le tram 93 reliant Stad vers la Rue du Congrès.
Les lignes de bus suivantes passent à proximité de la Rue du Congrès :  214, 271, 272, 318, 358, 38, 89.
La ligne de métro 2 donne également l'accès à la rue. Les trains IC, S10, S2 et S6 y donne également l'accès.

## Description

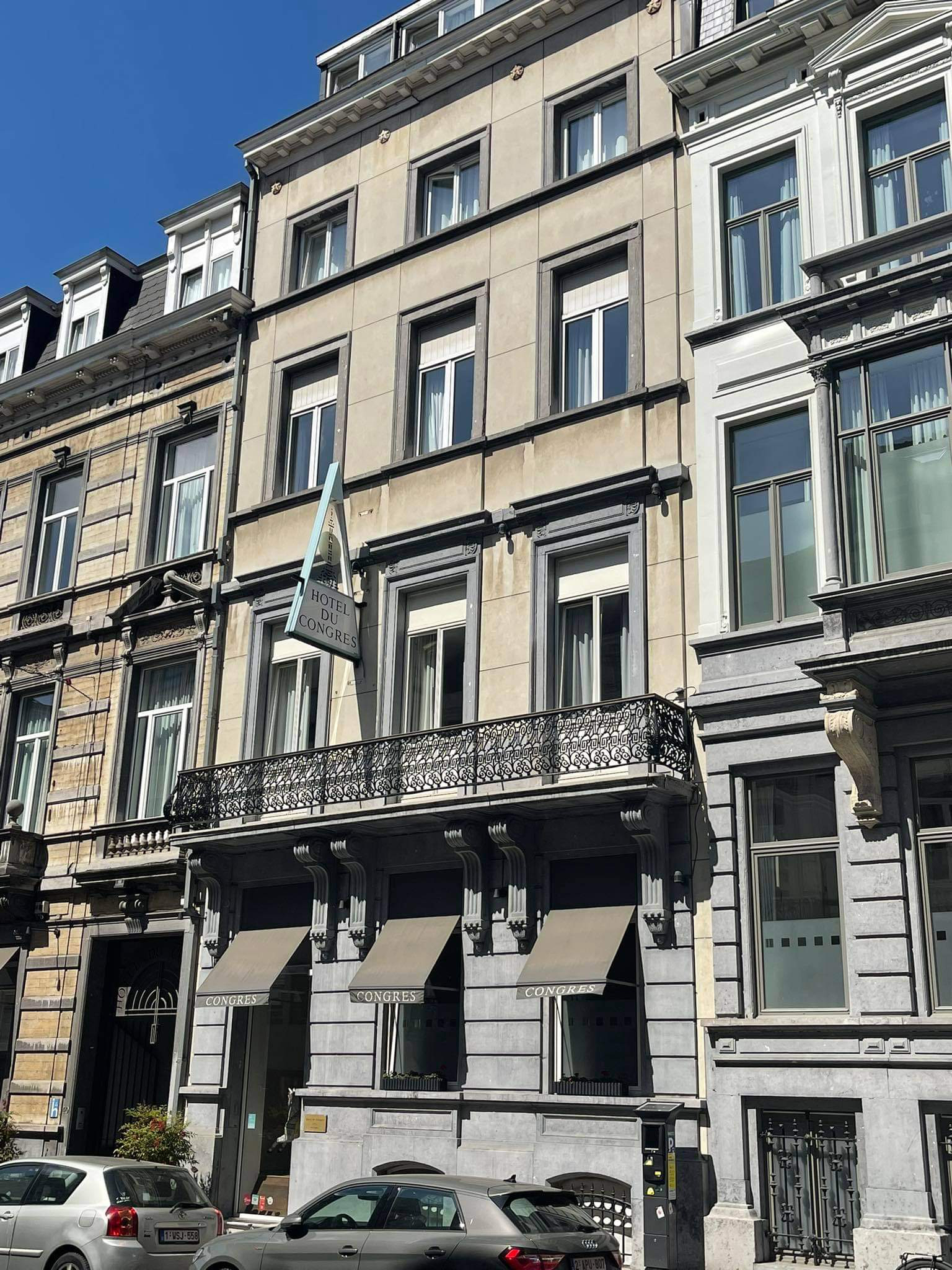
Hôtel du Congrès, Rue du Congrès n°42

Ce quartier a été financé par la Société anonyme du quartier Notre-Dame-aux-Neiges. Les terrains étaient au départ achetés par des particuliers (1874) et dès 1878 ils ont été achetés par des professionnels, entrepreneurs et architectes. C'est pourquoi ce quartier est caractérisé par un programme économique, social, culturel mais aussi résidentiel.
Le plan économique est caractérisé par plusieurs commerces comme une pharmacie, "l'hôtel du Congrès" datant du XIXe siècle mais également des restaurants comme "Le Titanic". Le programme social est caractérisé par une organisation syndicales (CGSP) mais également par le gouvernement qui se situe au bout de la rue du Congrès, en face de la statue de la Brabançonne. Il y a également l'hôtel de Knuyt de Vosmaer qui a été classé mais abandonné par la suite. Aujourd'hui il est utilisé comme terrains d'exercices pour les chiens de la police fédérale. Le culturel est caractérisé par l’ancien cirque royal situé à proximité de la rue.

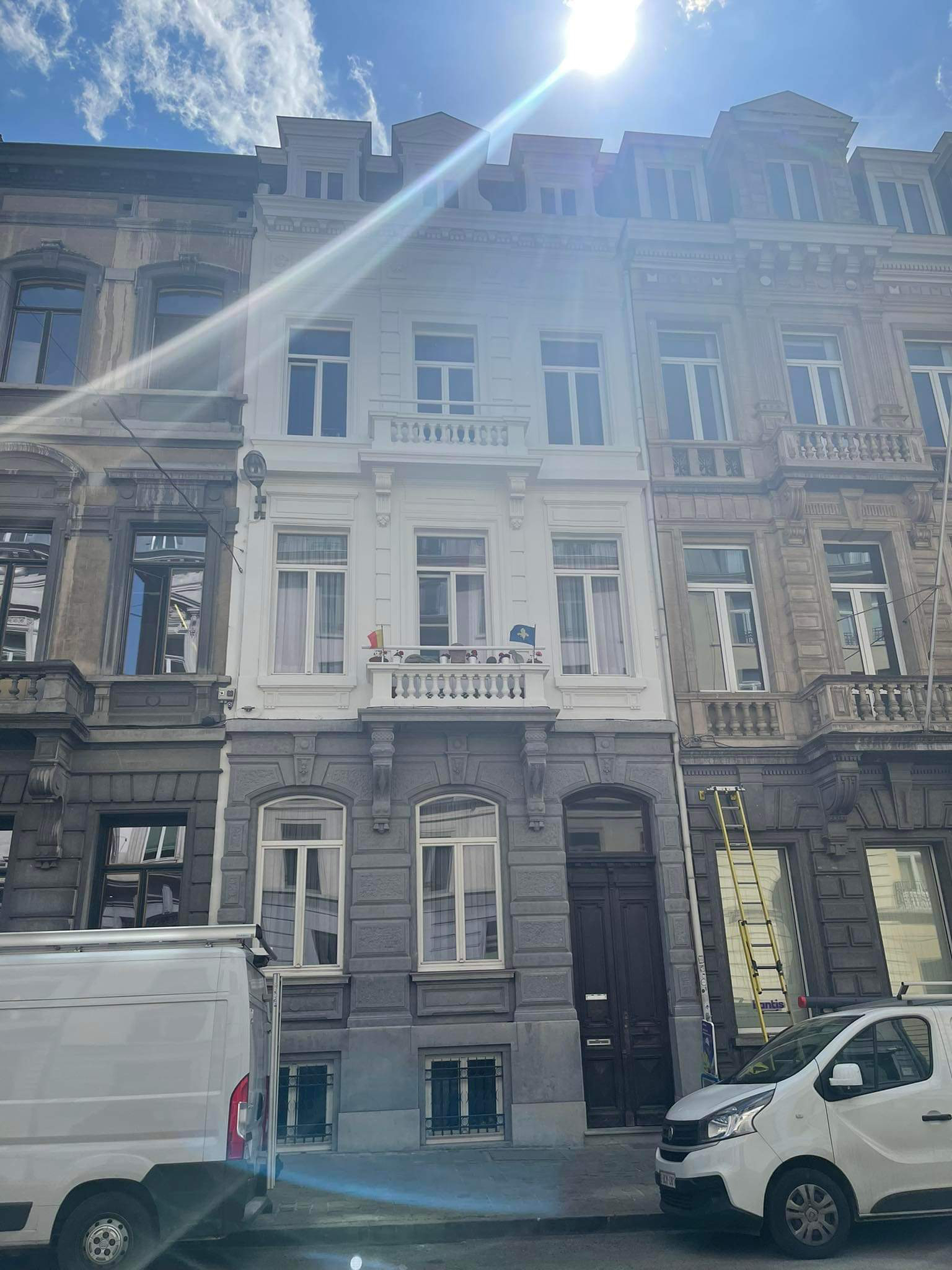
Maison avec façade style éclectique, rue du Congrès n°9.

## Architecture
Les architectes qui ont contribué à la constitution des bâtiments de cette rue, sont :  H. Hendrickx et A. Trappeniers (1860), J.-P. Cluysenaar (1860), V. Besme (1862), J. Hoste (1868) et A. Mennessier (1872). Cependant, c’est le style Haussmanien de A. Mennessier que l’on retrouve le plus aujourd’hui. Les habitations de la Rue du Congrès, ont été construites majoritairement entre 1876 et 1890. Elles sont caractérisées par un style « néo » alors en vogue. La plupart des constructions sont des maisons bourgeoises caractérisés par trois niveaux et trois travées, généralement sur caves. On y retrouve des façades enduites d’allure classicisante, des façades éclectiques mais également des façades très simples :
- Maison sur deux niveaux, du style éclectique influencé par la renaissance. Caractérisé par trois travées avec deux ouvertures surbaissées au niveau du rez-de-chaussée mais également par une travée axiale en ressaut[14].

- Hôtel de Knuyt de Vosmaer, caractérisé par un style d'Art-Déco et Néo-Renaissance flamand. Il est élevé de trois niveaux et est composé de cinq travées. La façade est beaucoup plus chargée que les autres constructions par un rassemblement de la pierre blanche, bleu et des briques mais également par des éléments décoratifs au niveau des balcons qui sont sur une console à têtes de lions[15].

## Avoisinant

### Colonne du congrès
Inspirée de la colonne Trajane, à Rome, la colonne du congrès est un monument commémorative qui est édifiée de 1850 à 1859. Conçue par Joseph Polaert, à la place du congrès dans la région de Bruxelles - capitale, elle servira de pôle au tracé de la rue du Congrès et du quartier Notre-Dame-aux-Neiges. Ce monument d’une hauteur totale de 47 mètres, rappelle en fait la tenue du premier Congrès national de 1830.

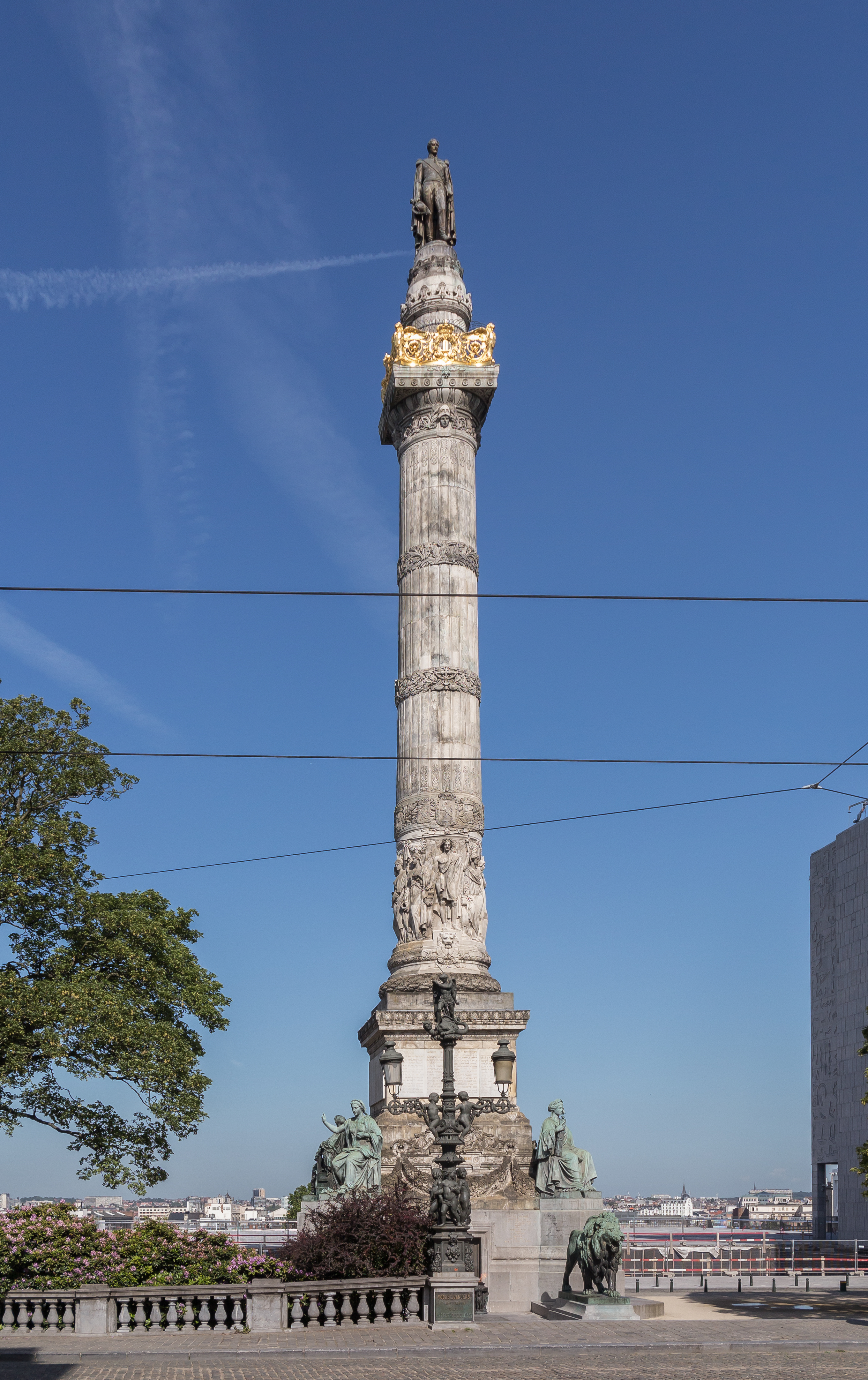
Colonne du Congrès

Elle est surmontée d’une statue de 4,70 mètres, œuvre du sculpteur Guillaume Geefs, représentant Léopold Ier. Ce dernier a posé le 24 septembre 1850 la première pierre de ce monument. Sur le socle, sont gravés les grandes dates de l'indépendance, les noms des membres du Congrès et ceux des membres du Gouvernement provisoire constitué après la révolution belge, ainsi que les grands principes de la Constitution. Le chapiteau, surtout, confère à la colonne son caractère ornemental. La frise est argumente d'élégants rinceaux et sur ses quatre faces sont représentées la Sagesse, la Force, l'Immortalité et la Gloire. A sa base, quatre figures féminines symbolisent les libertés fondamentales garanties par la Constitution, la liberté des cultes (Eugène Simonis), la liberté d'association (C.-A. Fraikin), la liberté de l'enseignement et la liberté de la presse (toutes deux de Joseph Geefs). Deux lions représentés debout, et marchant à l'amble, œuvres de Eugène Simonis sont placés à l'avant du monument. Entre celle-ci, on a installé à son pied en 1922, le tombeau du Soldat Inconnu à la mémoire des soldats belges morts pendant la guerre 1914-1918. Plus tard, la portée symbolique du monument et de la cérémonie d’hommage annuelle seront étendues aux victimes d’autres conflits et aux militaires en mission de maintien de la paix. Après la Seconde Guerre mondiale, une deuxième dalle est posée sous la première. Une troisième est installée en 1998 portant l’inscription "Aux Belges tombés au service de la paix depuis 1945"

### Quartier de Notre – Dame – aux – Neiges
Le quartier Notre-Dame-aux-Neiges est une création des années 1870. Situé dans la ville de Bruxelles elle est aujourd’hui compris entre la rue de Louvain, la rue Royale et la petite Ceinture, dans la partie nord-est du Pentagone. C’est d’une humble petite chapelle qui dédiée à la Vierge protectrice dont le blanc manteau de neige avait permis de déterminer le lieu où bâtir Sainte-Marie-Majeure à Rome, a donné son nom au quartier.
Le quartier devient bourgeois et se dote d’infrastructures prestigieuses tels que les Bains royaux, le Cirque royal, l’Eden Théâtre et la Galerie du Parlement.
Ce quartier aujourd’hui dénommé «Quartier des Libertés» est traversée par deux diagonales formées, l’une par les rues de l’Association et de la Presse, l’autre par les rues des Cultes et de l’Enseignement; celles-ci sont reliées entre elles et à la place des Barricades par un canevas de rues secondaires. Ces noms de rues font références aux quatre liberté constitutionnelles.